# ワイフビーター
ワイフビーター（Wifebeater）は、アメリカ合衆国出身の男性プロレスラー。1990年代の後半から2000年代に掛けてコンバット・ゾーン・レスリング(CZW)や大日本プロレスで活動した。日本語の通称「妻殴り」「女房どつき人」「女房仕置人」。身長およそ190cm、体重およそ110kg。 本名はマット・プリンス(Matt Prince)。テキサス州ダラス出身で、元海兵隊軍人である。 プロとしてのデビューを1998年に行って以降、CZWを主戦場として活動し続けてきたが、2000年代の半ば頃から半引退状態となった。

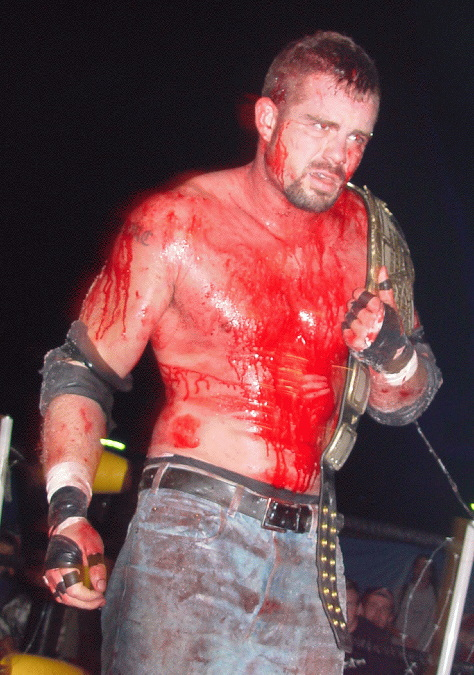
トーナメント・オブ・デスにて（2002年）

## 略歴
1998年の8月からずっと主戦場としてきたCZWでは、1999年9月18日、2001年4月15日、2001年6月14日、と、3度にわたってそのヘビー級王座を獲得したうえ、2000年にはジャスティス・ペインと組んでタッグ王座を獲得、更には4度にわたってアイアンマン王座のベルトを獲得した。
CZW軍の一員として大日本プロレスとの抗争に関わっていた時期には、ニュージャージー州を舞台にジャスティス・ペインと組んだうえで、ジョン・ザンディグ∽ニック・ゲージ組から大日本プロレスのタッグ王座を奪取（2000年）。 2001年の3月における大日本プロレスの博多スターレーン大会にあっては、チョークスラムで場外に叩き付けた山川竜司がフロアに後頭部を強打―頭蓋骨骨折の重傷を負うという事故が起こった。
大日本プロレスからCZWに参戦した葛西純が米国に滞在していた折には、葛西を自身の家に下宿させていた。 2001年頃のCZWにあっては、その葛西とともにジョン・ザンディグ、ニック・モンド、トレント・アシッド、Zバールという面子から成る『ビッグ・ディールズ』(Big Dealz)という一団を結成してもいた。
2002年に開催されたCZWトーナメント・オブ・デス(TOD)の第1回に参戦し、ネクロ・ブッチャー〜ニック・ゲージ〜そして決勝戦でニック・モンドを下してこれを制覇。 ワイフビーターの歴史のうえでの随一の名場面であったものと評されている。
2004年にはTODへの2度目の出場を行い、1回戦の観客持参凶器デスマッチでマッドマン・ポンドを下し、続けてJCベイリーを相手に芝刈り機や大量の蛍光灯を用いた2回戦目を制し、ついには決勝に進出。蛍光灯や有刺鉄線をふんだんに用いたデスマッチであったその決勝戦において、対戦相手のネクロ・ブッチャーを火を点したテーブルへと叩き付けてこれを締め括り、かくして2度目の参戦にしてまたもこの大会の覇者へ。 TODへの出場はこれが最後となった。
やがて2005年から2006年の半ば頃に至るまでの音沙汰無き時期を記録したのち、2006年の8月―ECWアリーナをその舞台として久々にCZWのマットに現われ、JCベイリーを補佐に伴いダニー・ハボックを制圧。その活動を通してジョン・ザンディグやネイト・ヘイトリッドやロボとの抗争が名高かった。
2009年にはニック・ゲージとジョン・ダーマーとともにCZW殿堂入りした。

## 参考サイト
1. ↑  ボディ・スラミン・フォーエバー：ワイフビーター （英語）
2. 1 2  オンライン・ワールド・オブ・レスリング：ワイフビーター （英語）
3. ↑  ケージマッチ：ワーフビーター （ドイツ語）
4. 1 2  CZWフックアップ：ワイフビーター （英語）
5. 1 2  コンバット・ゾーン・レスリング：CZW殿堂 Archived 2010年12月22日, at the Wayback Machine. （英語）
6. ↑  コンバット・ゾーン・レスリング：タイトルの歴史 Archived 2010年12月22日, at the Wayback Machine. （英語）
7. ↑  レスリングタイトルズ.com：BJWタッグチームタイトル （英語）
8. ↑  ぴあ：21世紀の骨のあるヤツ 第69回 ザンディグ（プロレス）
9. ↑  SLASHDOWN：妻殴り
10. ↑  レスリングゾーン.ru：ワイフビーター （ロシア語）
11. ↑  オンライン・ワールド・オブ・レスリング：ザンディグズ・トーナメント・オブ・デス （英語）
12. ↑  オンライン・ワールド・オブ・レスリング：トーナメント・オブ・デス 2004年7月24日 （英語）
13. ↑  プロレスリング・ヒストリー.com：トーナメント・オブ・デスの通史とその図録 （英語）